# هانس جورج روب
هانس جورج روب (بالألمانية: Hans Georg Rupp)‏ (و. 1907 – 1989 م) هو قاضي، وسياسي، وأستاذ جامعي، ومحامي ألماني، ولد في شتوتغارت، كان عضوًا في الحزب الديمقراطي الاجتماعي الألماني، توفي في مونزينغن، عن عمر يناهز 82 عاماً.

## مناصب
تولى منصب قاضي لدى المحكمة الدستورية الألمانية ‏ (7 سبتمبر 1951–7 نوفمبر 1975)
.

## روابط خارجية
- هانس جورج روب على موقع مونزينجر (الألمانية)